# 広島県災害拠点病院
広島県災害拠点病院（ひろしまけんさいがいきょてんびょういん）は、広島県にある災害時の救急医療の拠点となる災害拠点病院。

## 概要
県内や近県で災害が発生し、通常の医療体制では被災者に対する適切な医療を確保することが困難な状況となった場合に、広島県知事の要請により傷病者の受け入れや医療救護班の派遣等を行う。

## 拠点病院の条件
- 建物が耐震耐火構造であること。
- 資器材等の備蓄があること。
- 応急収容するために転用できる場所があること。
- 応急用資器材、自家発電機、応急テント等により自己完結できること。（外部からの補給が滞っても簡単には病院機能を喪失しないこと）
- 近接地にヘリポートが確保できること。

## 病院一覧
| 病院名                               | 住所                      | 二次医療圏 | DMAT | 救命    |
| ------------------------------------ | ------------------------- | ---------- | ---- | ------- |
| 県立広島病院（基幹）                 | 広島市南区宇品神田1-5-54  | 広島       | ○    | ○       |
| 広島市立北部医療センター安佐市民病院 | 広島市安佐北区亀山南1-2-1 | 広島       | ○    | ×       |
| 広島市立広島市民病院                 | 広島市中区基町7-33        | 広島       | ×    | ○       |
| 広島赤十字・原爆病院                 | 広島市中区千田町1-9-6     | 広島       | ○    | ×       |
| 広島大学病院                         | 広島市南区霞1-2-3         | 広島       | ○    | 高度/DH |
| 広島共立病院                         | 広島市安佐南区中須2-20-20 | 広島       | ○    | ×       |
| 廣島総合病院                         | 廿日市市地御前1-3-3       | 広島西     | ○    | 地域    |
| 国立病院機構広島西医療センター       | 大竹市玖波4-1-1           | 広島西     | ○    | ×       |
| 国立病院機構東広島医療センター       | 東広島市西条町寺家513     | 広島中央   | ○    | ×       |
| 国立病院機構呉医療センター           | 呉市青山町3-1             | 呉         | ○    | ○       |
| 中国労災病院                         | 呉市広多賀谷1-5-1         | 呉         | ○    | ×       |
| 呉共済病院                           | 呉市西中央2-3-28          | 呉         | ○    | ×       |
| 興生総合病院                         | 三原市円一町2-5-1         | 尾三       | ○    | ×       |
| 三原赤十字病院                       | 三原市東町2-7-1           | 尾三       | ○    | ×       |
| 尾道総合病院                         | 尾道市平原1-10-23         | 尾三       | ○    | 地域    |
| 福山市民病院                         | 福山市蔵王町5-23-1        | 福山・府中 | ○    | ○       |
| 日本鋼管福山病院                     | 福山市大門町津之下1844    | 福山・府中 | ○    | ×       |
| 市立三次中央病院                     | 三次市東酒屋町531         | 備北       | ○    | ×       |
| 庄原赤十字病院                       | 庄原市西本町2-7-10        | 備北       | ○    | ×       |